# کلان‌شهر مستقل اولدهام
کلان‌شهر مستقل اولدهام (به انگلیسی: Metropolitan Borough of Oldham) یک کلان‌شهر مستقل در بریتانیا است که در منچستر بزرگ واقع شده‌است. کلان‌شهر مستقل اولدهام ۱۴۲٫۴ کیلومتر مربع مساحت دارد ۵۴۲ متر بالاتر از سطح دریا واقع شده‌است.